# (26536) 2000 DL3
2000 دي أل 3 (ويعرف أيضًا باسم (26536) 2000 دي أل 3 وفق تسمية الكوكب الصغير) (بالإنجليزية: 2000 DL3)‏ هو كويكب ضمن حزام الكويكبات؛ وترتيبه 26536 من حيث الاكتشاف.
اكتُشف هذا الجُرم الفلكي بواسطة كورادو كورليفيتش في 27 فبراير 2000.

## وصلات خارجية
- (26536) 2000 DL3 في قاعدة بيانات مختبر الدفع النفاث لأجرام النظام الشمسي الصغيرة

- الاكتشاف · مخطط المدار ·  العناصر المدارية · المعلمات المادية

- (26536) 2000 DL3 على موقع ويكي سكاي: DSS2, SDSS, GALEX, IRAS, Hydrogen α, X-Ray, Astrophoto, Sky Map, Articles and images